# Pizzo Cefalone
Il Pizzo Cefalone (2.533 m s.l.m.) è la cima più alta della dorsale occidentale del Gran Sasso, la settima dell'intero massiccio; si eleva all'interno del territorio del comune dell'Aquila.

## Descrizione
Tra il Cefalone e il Monte Portella si apre il passo della Portella, che mette in comunicazione i sentieri che salgono dalla valle del Raiale verso Campo Pericoli e da lì a Pietracamela, e dalla fine della cresta di Pizzo Cefalone si passa alla Sella dei Grilli che mette in comunicazione Campo Pericoli con la Valle del Venacquaro.
La parete della montagna inizia a quota 1100 metri ed è ricoperta di faggi fino a quota 1700 metri, dopodiché grossi "scogli" o "bastioni" di roccia accompagnano fino alla vetta. Sulla cima si trovano due croci in ferro e un'altra, fissata di recente, è sulla cresta a quota 2400 metri. La cima si raggiunge facilmente da Campo Imperatore tramite un sentiero abbastanza comodo, un po' più tecnico nell'ascesa finale. Dalla cima del Cefalone la vista abbraccia a 360 gradi: le altre cime limitrofe del Gran Sasso quali Monte Corvo, Pizzo Intermesoli e Corno Grande, i Monti della Laga, la Maiella, il Sirente finanche il Terminillo e l'intera sottostante Conca aquilana, ben 1700 metri più a valle.

## Storia
Si tratta di una montagna ricca di storia: vi si trovano, infatti, le due grottincelle, dimora di San Franco eremita, in una delle quali morì.

## Voci correlate

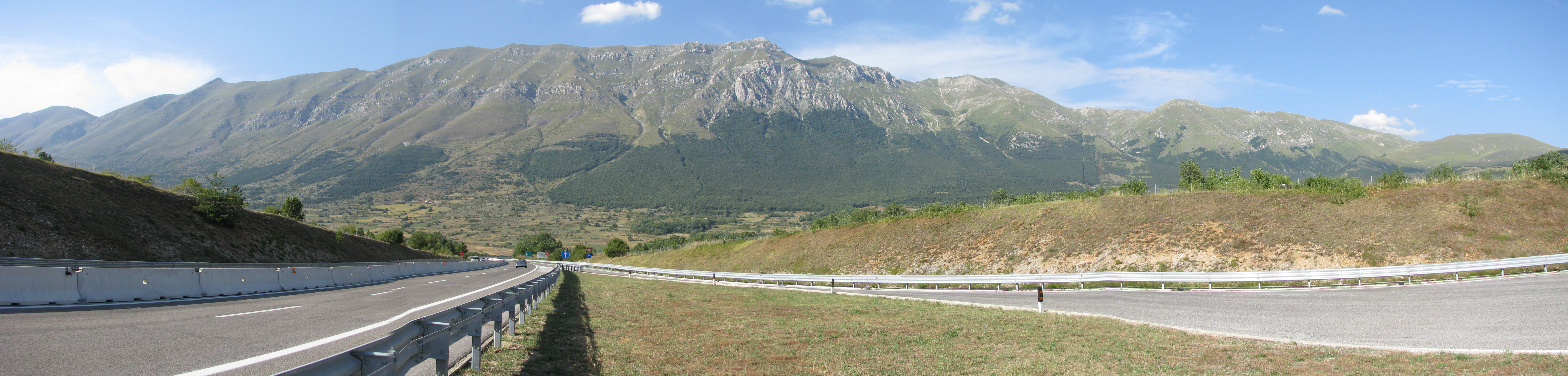
Vista dall'autostrada A24 nei pressi di Assergi